# 貝雷沃埃什蒂鄉
45°13′45″N 24°56′09″E / 45.22915°N 24.93570°E
貝雷沃埃什蒂鄉（羅馬尼亞語：Comuna Berevoești, Argeș），是羅馬尼亞的鄉份，位於該國中南部，由阿爾傑什縣負責管轄，面積102平方公里，海拔高度501米，2009年人口3,491，人口密度每平方公里34人。